# Diecezja św. Marona w Montrealu
Diecezja św. Marona w Montrealu – eparchia kościoła maronickiego, obejmująca teren całej Kanady. Powstała w 1982. Obecnym  biskupem jest Paul-Marwan Tabet.

## Biskupi diecezjalni
- Elias Shaheen (Chahine) † (1982–1990)
- Georges Abi-Saber,  (1990–1996)
- Joseph Khoury (1996–2013)
- Marwan Tabet, od 2013